# Kurt Westi
Kurt Westi f. Frederiksen (født 22. marts 1939 på Orø, død 6. december 1996 i Hundested) var en dansk tenor, der fremførte både de enkle danske sange og de store operaroller.
Kurt Westi blev uddannet på Det Kgl. Danske Musikkonservatorium, og debuterede i 1961 på Odense Teater som Grev Almaviva i Barberen i Sevilla, og sang første gang i 1967 på Det kgl. Teater.